# Carmen (nombre)
Carmen es un nombre propio femenino, que procede de la variación del nombre Carmela, nombre hebreo derivado del Monte Carmelo. Fue influenciado por el latín carmen, carminis, cual significa Música o Poema, sin ninguna vinculación etimológica (falso cognado).
Popularizado por la veneración a la Virgen del Carmen.

## Variantes
- Carmelita, Carmina (en Asturias), Carmiña, Carmelina, Melina.

### Variantes en otros idiomas
| Variantes en otras lenguas | Variantes en otras lenguas          |
| -------------------------- | ----------------------------------- |
| Español                    | Carmen,                             |
| Árabe                      | كارمين                              |
| Catalán                    | Carme                               |
| Chino                      | 卡门                                |
| Coreano                    | 카르멘 (Kaleumen)                   |
| Euskera                    | Karmen, Karmele (neol.)             |
| Gallego                    | Carme, Carmiña, Carmela             |
| Griego                     | Xαρμεν                              |
| Guaraní                    | Kamé                                |
| Hindi                      | कर्मेन                                |
| Inglés                     | Carmen                              |
| Italiano                   | Carmela                             |
| Japonés                    | カルメン (Karumen) , 千鶴 (Chizuru) |
| Portugués                  | Carminha                            |
| Rumano                     | Carmen                              |
| Ruso                       | Кармен                              |